# Justin Girod-Chantrans
Justin Girod-Chantrans (Besançon, 26 de setembro de 1750 — Besançon, 1 de abril de 1841) foi um militar, naturalista e político francês.

## Publicações
- Voyage d'un Suisse dans différentes colonies d'Amérique pendant la dernière guerre (imprimerie de la Société typographique, Neuchâtel, 1785, puis chez Poinçot, Londres et Paris, 1786 ; réédité en 1970 chez J. Tallandier, Paris).
- Notice sur la vie et les ouvrages du général d'Arçon (imprimerie de Daclin, Besançon, an IX-1801 puis chez Magimel, Paris, An X-1802).
- Recherches chimiques et microscopiques sur les conferves, bisses, tremelles, etc. (Bernard, Paris, 1802).
- Essai sur la géographie physique, le climat et l'histoire naturelle... du Doubs (deux volumes, Courcier, Paris, 1810).